# Vitesse in het seizoen 1954/55
Het seizoen 1954/1955 was het eerste jaar in het bestaan van de Arnhemse betaaldvoetbalclub Vitesse. De club kwam uit in de Eerste klasse C en eindigde daarin op de achtste plaats, dit betekende dat de club in het nieuwe seizoen uitkwam op het hoogste voetbalniveau.

## Wedstrijdstatistieken

### Eerste klasse A(afgebroken)
|       | AGOVV | Blauw-Wit | DWS | Elinkwijk | GVAV  | Haarlem | Heerenveen | HVC | Leeuwarden | Sportclub Enschede | VSV   | Wageningen |
| ----- | ----- | --------- | --- | --------- | ----- | ------- | ---------- | --- | ---------- | ------------------ | ----- | ---------- |
| Thuis | –     | –         | –   | –         | –     | 3 – 3   | 3 – 2      | –   | 0 – 1      | 1 – 0              | –     | 2 – 2      |
| Uit   | 4 – 1 | 1 – 0     | –   | –         | 1 – 1 | –       | –          | –   | –          | –                  | 1 – 3 | –          |

### Eerste klasse C
|       | Alkmaar '54 | Blauw-Wit | EBOH  | Enschedese Boys | Feijenoord | GVAV  | Haarlem | Hermes DVS | Limburgia | N.E.C. | NOAD  | PSV   | Rapid JC |
| ----- | ----------- | --------- | ----- | --------------- | ---------- | ----- | ------- | ---------- | --------- | ------ | ----- | ----- | -------- |
| Thuis | 1 – 3       | 3 – 0     | 1 – 1 | 4 – 2           | 3 – 0      | 2 – 1 | 1 – 1   | 2 – 2      | 1 – 0     | 2 – 2  | 1 – 1 | 1 – 0 | 4 – 1    |
| Uit   | 0 – 0       | 4 – 1     | 2 – 1 | 1 – 1           | 2 – 1      | 3 – 2 | 1 – 2   | 0 – 1      | 5 – 2     | 2 – 1  | 2 – 3 | 3 – 1 | 5 – 1    |

## Statistieken Vitesse 1954/1955

### Eindstand Vitesse in de Nederlandse Eerste klasse C 1954 / 1955
| Stand | Gespeeld | Gewonnen | Gelijk | Verloren | Punten | Doelpunten voor | Doelpunten tegen |
| ----- | -------- | -------- | ------ | -------- | ------ | --------------- | ---------------- |
| 8e    | 26       | 10       | 7      | 9        | 27     | 42              | 44               |

### Eindstand Vitesse in de Nederlandse Eerste klasse A 1954 / 1955 (afgebroken)
| Stand | Gespeeld | Gewonnen | Gelijk | Verloren | Punten | Doelpunten voor | Doelpunten tegen |
| ----- | -------- | -------- | ------ | -------- | ------ | --------------- | ---------------- |
| 6e    | 9        | 3        | 3      | 3        | 9      | 14              | 15               |

### Topscorers
| #              | Naam             | Goal |
| -------------- | ---------------- | ---- |
| 1.             | Eltjo Veentjer   | 10   |
| 2.             | Ad van Lent      | 8    |
| 3.             | Toon Huiberts    | 7    |
| 3.             | Dick van Male    | 7    |
| 5.             | Dik Herberts     | 6    |
| 6.             | Wim van der Gaag | 1    |
| 6.             | Frits Heijn      | 1    |
| 6.             | Henk van Zon     | 1    |
| Eigen doelpunt |                  |      |
| –              | Jan Rensen (PSV) | 1    |
| Totaal         | Totaal           | 42   |

| #                | Naam                       | Goal |
| ---------------- | -------------------------- | ---- |
| 1.               | Rinus Burghart             | 3    |
| 2.               | Frits Brons                | 2    |
| 2.               | Frits Heijn                | 2    |
| 2.               | Hein Holthuijsen           | 2    |
| 5                | Toon Huiberts              | 1    |
| 5                | Dick van Male              | 1    |
| 5                | Jan van Voorst             | 1    |
| Eigen doelpunten |                            |      |
| –                | Jisk Liemburg (Heerenveen) |      |
| –                | Cor Schoon (VSV)           |      |
| Totaal           | Totaal                     | 14   |